# Ehrennadel des Landes Mecklenburg-Vorpommern für besondere Verdienste im Ehrenamt
Die Ehrennadel des Landes Mecklenburg-Vorpommern für besondere Verdienste im Ehrenamt wird seit 2013 für ehrenamtliche Tätigkeit in der kommunalen Selbstverwaltung oder für die Mitwirkung in Organisationen mit kulturellen oder sozialen Zielen in Mecklenburg-Vorpommern verliehen.

## Voraussetzungen
Ausgezeichnet werden Bürgerinnen und Bürger, die sich im Land Mecklenburg-Vorpommern durch langjährige ehrenamtliche Tätigkeit zum Wohle der Allgemeinheit besonders verdient gemacht haben.
Für die Ehrennadel kommen ebenfalls Personen in Frage, die mindestens zehn Jahre kommunalpolitisch tätig waren oder sich in gemeinnützigen Vereinen mit kulturellen, sportlichen oder sozialen Zielen sowie oder im kirchlichen Bereich ehrenamtlich engagiert haben. Tätigkeiten in verschiedenen Bereichen und zu verschiedenen Zeiten können zusammengerechnet werden.

## Art der Auszeichnung
Die versilberte Ehrennadel ist rund mit einem Durchmesser von 18 mm und zeigt das große Landeswappen mit dem umlaufenden Schriftzug Für besondere Verdienste im Ehrenamt – Mecklenburg-Vorpommern.
Der Erlass zur Stiftung der Ehrennadel enthält keine Regelung zur Gestaltung einer Bandschnalle. Gemäß der Anzugordnung der Bundeswehr wäre die Miniatur der Ehrennadel auf schwarzem Untergrund aufzubringen.
Die Verleihungen finden jährlich zum 5. Dezember, dem Internationalen Tag des Ehrenamtes, statt.

## Vorschlagsrecht
Für die Verleihung vorschlagsberechtigt sind die Mitglieder der Landesregierung von Mecklenburg-Vorpommern. Bürgerinnen und Bürger können Anregungen zur Verleihung der Ehrennadel an die Vorschlagsberechtigten richten.